# آنا ماريا شميلاو
آنا ماريا شميلاو (توفيت 23 مايو 1725) كانت فنانة نسيج سويدية.
تزوجت شميلاو من الملازم جاكوب هارتويتش شميلاو. في عام 1690 ، كانت مُدرِّسة ومديرة رئيسة في مدرسة الحرف اليدوية الملكية للسيدات في قصر كارلبرغ، وتابيتسكولان فيد كارلبرغ التي أنشأتها الملكة أولريكا إليونورا من الدنمارك ، بحيث تتعلم النساء مهنة الفن ليتاح لهن دعم أنفسهن ماليا بدل العمل كخادمات المنازل. تم المحفظة على العديد من المفروشات من عمل طالبات هذه المدرسة، والتي تم إغلاقها بعد وفاة الملكة في عام 1693. ومع ذلك، تم التوقيع على هذه المفروشات كعمل لفريق المدرسة وليس من قِبل أي فنانة فردية، وعليه لا يمكن تمييز أعمال آنا من بين باقي الأعمال.